# Ertuğrul
Ertoğrul hay Ertuğrul Ghazi (1198 ở Ahlat – 1281 Sögüt) là cha của Osman Bey, người sáng lập của Đế quốc Ottoman. Ertuğrul là thủ lĩnh của bộ lạc Kayı thuộc tộc người Thổ Oghuz.
Giống như hậu duệ, Ertuğrul xưng là Ghazi, chiến binh thần của Hồi giáo.
Vào thế kỷ 19, một tàu chiến Hải quân Ottoman được đặt theo tên ông - Ertuğrul.